# Bestia di Busco
La Bestia di Busco (in inglese Beast of Busco) è un presunto mostro che abiterebbe il Fulk Lake vicino a Churubusco (Indiana, Stati Uniti), secondo alcuni abitanti del luogo e criptozoologi. Avrebbe l'aspetto di una gigantesca tartaruga del peso approssimativo di 180 kg.
La leggenda sulla sua presenza si inserisce nel solco dei vari racconti, attestati in ogni continente, di misteriose (e spesso enormi) creature che vivrebbero nelle acque dei laghi.

## Le origini
Nel 1898, un contadino di nome Oscar Fulk disse di aver visto, in un lago all'interno della sua proprietà, un'enorme tartaruga che emergeva dalle acque. Inizialmente, nessuno gli credette, ma dopo che egli vendette la sua proprietà anche i nuovi proprietari avvistarono la tartaruga molte volte, così l'interesse per la stessa crebbe. Presto il mostro, insieme alla celebrità, ottenne anche ben due nomi: Oscar, come il suo scopritore, e La Bestia di Busco; anche il lago fu battezzato in onore del vecchio contadino: Fulk Lake.

## Tentativi di cattura
La proprietà del vecchio Fulk divenne col tempo un'attrazione turistica per molti curiosi desiderosi di vedere il mostro, la cui attesa veniva spesso delusa.

Nel 1949, dopo che Oscar emerse dal lago, dei contadini provarono a catturarlo ma lui ruppe la rete che gli avevano gettato e si dileguò. Secondo alcuni, di questo tentativo di cattura esisterebbe anche un video, di cui si è persa ogni traccia.
In seguito, furono organizzate molte battute di caccia e si tentò anche di attirare Oscar usando una tartaruga femmina di 90 kg; nessun tentativo ebbe però risultati positivi.
Oggi di Oscar non si sa più nulla, ma la gente del luogo festeggia ancora in suo onore i "Turtle Days" ("Giorni della tartaruga").

## Spiegazione
Secondo alcuni scienziati, Oscar potrebbe essere una tartaruga Chelydra serpentina o Macrochelys temminckii.